# Valeria Kratina
Valeria Kratina (* 12. Juli 1892 in Dresden; † 23. April 1983 in München) war eine deutsche Tänzerin, Ballettmeisterin, Choreografin und Tanzpädagogin. Ihr Bruder war der Violoncellist Rudolf Josef Kratina.

## Leben und Werk
Valeria Kratina studierte von 1910 bis 1914 bei Émile Jaques-Dalcroze in Hellerau, anschließend unter anderem bei Rudolf von Laban, Mary Wigman und Vaslav Veltchek in Paris, hatte von 1915 bis 1919 eine Tanzschule in München und gab dort 1916 ihren ersten eigenen Tanzabend. Von 1919 bis 1925 unterrichtete sie an der Neuen Schule Hellerau, rief dort ihre eigene Tanzgruppe ins Leben und übersiedelte 1925 mit der Schule nach Laxenburg bei Wien, wo sie bis 1930 die Tanzausbildung übernahm und von wo aus sie mit ihrer Gruppe zahlreiche Europatourneen übernahm. Von 1930 bis 1933 war sie Ballettmeisterin in Breslau, von 1933 bis 1937 in Karlsruhe und von 1937 bis 1944 in Dresden. Gast-Inszenierungen führten sie unter anderem an die Berliner Krolloper, an die Wiener Staatsoper und 1940 an die Deutsche Tanzbühne Berlin (Till Eulenspiegel, mit Harald Kreutzberg, Musik: Richard Strauss).
Größere Choreographien von ihr waren u. a. L'Homme et son desir (Mus.: Darius Milhaud, 1923), Der holzgeschnitzte Prinz (Musik: Béla Bartók, 1923), Der verlorene Sohn (Mus.: Sergei Prokofjew, Breslau 1932), Der Teufel im Dorf (Musik: Fran Lhotka, Karlsruhe 1935), Das Dorf unter dem Gletscher (Musik: Heinrich Sutermeister, Karlsruhe 1937), Jeu de cartes (Musik: Igor Strawinsky, europäische. EA, Dresden 1937), Sinfonischer Kolo (Musik: Jakov Gotovac, Dresden 1939) und Carmina Burana (Musik: Carl Orff, Dresden 1940).
Ihrer „Tanzgruppe Kratina der Schule Hellerau“ gehörten u. a. ihre Schülerinnen Rosalia Chladek und Alice Uhlen an.
Valeria Kratina wurde von vielen namhaften Fotografen wie Hugo Erfurth, Hans Robertson, Konrad Weidenbaum, Georg Fayer, Erica Stroedel oder Erna Lendvai-Dircksen fotografiert. Sie fand Eingang in die bildende Kunst unter anderem in Lithographien von Ottheinrich Strohmeyer-Platenius (1919), Radierungen von Walter Ernst Zeising (1924), Scherenschnitten von Ernst Moritz Engert und durch eine heute verschollene Büste von Karl Albiker. Ihr Nachlass befindet sich im Deutschen Tanzarchiv Köln.

## Auszeichnungen und Würdigungen
- 1928: Ehrendiplom der Staatlichen Akademie der Kunstwissenschaften in Moskau
- 1975: Tafel zur Erinnerung an die Schule Hellerau-Laxenburg (unter namentlicher Erwähnung) am „Alten Schloss“ Laxenburg.
- 2006: Benennung des Valeria-Kratina-Wegs in Hellerau